# Андроников манастир
Андрониковият манастир „Свето Преображение Господне“ е издигнат и посветен от император Андроник II Палеолог, макар сградите му да датират от края на XII до началото на XIII век. Посветен е на Преображение Господне и се намира в Месения, Пелопонес, Гърция. От 1929 г. е придворие на съседния Вулкански манастир.  
Манастирският комплекс има ярко изразен крепостен характер и се състои от католикон, триетажна кула венециански стил, която по-късно е съединена посредством пристроена двуетажна сграда с манастирските помещения. Преходникът е с оформен главен вход на манастира. Манастирската кула е с подземен резервоар, като има изградени и други помощни сгради. Това е изключителен архитектурен ансамбъл с важно културно-историческо значение. Манастирската архитектура наподобява и се доближава до тази на Мистра.
Иконографията е датирана от два периода: XII-XIII век и XVII век. Манастирът има шест-седем строителни етапа в исторически план, без да се отчитат частичните преустройства и ремонти.